# Фарбаути (спутник)
Фарбаути (англ. Farbauti) — нерегулярный спутник планеты Сатурн с обратным орбитальным обращением.
Назван именем Фарбаути, великана из германо-скандинавской мифологии.
Также обозначается как Сатурн XL.

## История открытия
Фарбаути был открыт в серии наблюдений, начиная с 12 декабря 2004 года.
Сообщение об открытии сделано 4 мая 2005 года.
Спутник получил временное обозначение S/2004 S 9.
Собственное название было присвоено 5 апреля 2007 года.